# いろいろあったけど
「いろいろあったけど」は、1996年4月24日にリリースされた、渡辺美奈代の17枚目のシングル。キングレコードより発売された。

## 解説
- Minayo名義でのリリースとなったが、ジャケットには本人の顔写真が複数写っている。
- テレビ朝日系（朝日放送テレビ制作）『新婚さんいらっしゃい!』のエンディングテーマとして使われた。
- 総勢26人分の男子の名前を列挙していくという一風変った歌詞で、歴史上の人物名が登場する楽曲としてはピンク・レディーの「世界英雄史」の例もあるが、リズムは日本語ラップ調という構成で言えば、25種類以上の寿司ネタを列挙するシブがき隊の「スシ食いねェ!」と似たテイストの楽曲である。

## 収録曲
1. いろいろあったけど（3:29） 
  - 作詞: 秋元康／作曲: 羽田一郎／編曲: 樫原伸彦
2. 長い目で見てね（4:03） 
  - 作詞: 秋元康／作曲: 羽田一郎／編曲: 樫原伸彦

## 収録作品
CD
- 渡辺美奈代 30th Anniversary Complete Singles Collection Disc 2 M-17/M-18